# Los Sauces, Morelos
Los Sauces är en ort i Mexiko.   Den ligger i kommunen Tepalcingo och delstaten Morelos, i den sydöstra delen av landet, 100 km söder om huvudstaden Mexico City. Los Sauces ligger 1 291 meter över havet och antalet invånare är 298.
Terrängen runt Los Sauces är huvudsakligen kuperad, men åt nordost är den platt. Runt Los Sauces är det ganska tätbefolkat, med 78 invånare per kvadratkilometer. Närmaste större samhälle är Tepalcingo, 11,0 km öster om Los Sauces. I omgivningarna runt Los Sauces växer huvudsakligen savannskog.